# Wo Ding
Wo Ding (沃丁) (siglo XVII a.  C.-siglo XVI a.  C.) es tradicionalmente colocado en la lista de reyes de China de la dinastía Shang, pero las pruebas arqueológicas recientes lo ponen en duda.
En las Memorias históricas, Sima Qian le coloca en quinto lugar de la lista de reyes Shang, sucediendo a su padre, Tai Jia. Fue entronizado en el año de Guisi (癸巳), con Qingshi (卿士), como primer ministro, y Bo (亳), como capital. En el 8º año de su reinado, presidió ceremonias en honor de Yi Yin, el anterior primer ministro. Gobernó durante 19 años (otras fuentes dan 29 años), antes de su muerte. Le fue dado el nombre póstumo de Wo Ding, y fue sucedido por su hermano, Tai Geng.
Inscripciones sobre huesos oraculares encontrados en Yinxu no le colocan en la lista de reyes Shang.